# Inga sparsiciliella
Inga sparsiciliella (tên tiếng Anh: Black-marked Inga Moth) là một loài bướm đêm thuộc họ Oecophoridae. Nó được tìm thấy ở México, Arkansas, Oklahoma, Missouri, Texas, South Carolina, Alabama, Florida, Georgia, North Carolina, Virginia
Sải cánh dài khoảng 16 mm.